# 1922-Komitee
Das als 1922-Komitee (englisch: 1922 Committee)  bekannte Conservative Private Members’ Committee bezeichnet eine im Jahr 1923 gegründete parlamentarische Vereinigung aus Mitgliedern des britischen House of Commons, die einerseits der Conservative Party angehören und andererseits zu den Hinterbänklern zählen.

## Geschichte
Das einflussreiche 1922-Komitee hat einen Vorsitzenden und ein ausführendes Komitee aus 18 Mitgliedern. Der Name leitet sich aus den Unterhauswahlen von 1922 ab, die nach dem Koalitionsbruch infolge des Carlton-Club-Treffens ausgerufen worden waren. Das 1922-Komitee wurde ursprünglich als eine Art informelle Hilfe-Organisation für die neu gewählten konservativen Parlamentsmitglieder gegründet. Nach den folgenden Unterhauswahlen wurde die Mitgliedschaft graduell erweitert und ab 1926 stand die Mitgliedschaft allen Hinterbänklern der Tories offen. Das 1922-Komitee trifft sich während der Parlamentssessionen einmal in der Woche, um dort auf informeller und vertraulicher Basis aktuelle politische Fragen und anstehende parlamentarische Angelegenheiten zu diskutieren. Es gibt die Stimmung der Hinterbänkler wieder und ist ein maßgeblicher Machtfaktor innerhalb der Partei. Das 1922-Komitee spielt traditionell auch bei Vertrauensabstimmungen und bei der Wahl eines neuen Vorsitzenden eine gewichtige Rolle innerhalb der Tories. Zudem ist es im politischen Alltagsgeschäft ein wichtiger Machtfaktor innerhalb der konservativen Partei. Bereits in den 1920ern entwickelte sich das 1922-Komitee zu einem Machtinstrument für aktive Hinterbänkler, um Einfluss zu nehmen.
Im Oktober 1974 zwang der Vorsitzende des 1922-Komitees, Edward du Cann, im Namen der konservativen Hinterbänkler den Parteiführer Edward Heath dazu, sich einer innerparteilichen Neuwahl zu stellen. Heath, der sich zunächst geweigert und eine Machtprobe mit den Hinterbänklern gesucht hatte, musste sich diesen jedoch beugen.
Heath unterlag bei der Neuwahl gegen Margaret Thatcher. Thatcher konnte bei ihrem als überraschend wahrgenommenen Erfolg vor allem von den Stimmen des 1922-Komitees profitieren.
Im Juli 1990 erzwangen die Hinterbänkler des 1922-Komitees gegen den Widerstand von Premierministerin Margaret Thatcher den Rücktritt des Kabinettsmitglieds Nicholas Ridley. Dieser hatte sich im Rahmen eines Interviews in der britischen Zeitschrift The Spectator dahingehend geäußert, dass es sich bei der Europäischen Wirtschafts- und Währungsunion um eine deutsche Masche mit dem Ziel handle, die Herrschaft über Europa zu erringen.
2003 erzwangen die Hinterbänkler den Rücktritt des Parteivorsitzenden Iain Duncan Smith.
Seit 2005 beaufsichtigt der Vorsitzende des 1922-Komitees die Wahl eines neuen Parteivorsitzenden. Kandidaten erklären ihm ihre Kandidatur, nachdem sie von zwei anderen Unterhausabgeordneten (Members of Parliament) nominiert wurden; der Vorsitzende beaufsichtigt zudem in einem festgelegten Modus die Wahl. Um ein erfolgreiches Misstrauensvotum in die Wege zu leiten, müssen mindestens 15 % aller konservativen Unterhausabgeordneten einen Brief an den Vorsitzenden des 1922-Komitees schicken, in dem sie dem Parteivorsitzenden ihr Misstrauen aussprechen. Danach muss der Parteivorsitzende in einer geheimen Wahl die Stimmen von mehr als 50 % aller konservativen Unterhausabgeordneten auf sich vereinen, anderenfalls wird eine Neuwahl des Parteivorsitzenden anberaumt.
Seit Mai 2010 ist es auch Frontbänklern erlaubt, an den Versammlungen teilzunehmen; die Initiative von Premierminister David Cameron, Frontbänklern auch ein Stimmrecht innerhalb des Komitees zu geben, sorgte zuvor für heftige Kontroversen.
Mitte Mai 2019 forcierte das 1922-Komitee den vorzeitigen Rückzug von Premierministerin Theresa May, die zustimmen musste, gemeinsam mit dem damaligen Vorsitzenden des Komitees, Sir Graham Brady, und dem konservativen Chairman Brandon Lewis einen konkreten Zeitplan für ihren geordneten Rückzug bis Ende Juni 2019 auszuarbeiten. Auch beim Rücktritt von Premierministerin Liz Truss spielte das Komitee eine entscheidende Rolle. Wenige Minuten nachdem Sir Graham Brady am 20. Oktober 2022 die 10 Downing Street besuchte, trat Truss vor die Öffentlichkeit und gab ihren Rücktritt bekannt. Die Regeln für die Wahl des neuen Premiers bestimmt wiederum das Komitee.

## Vorsitzende (Chairmen)
- Sir Gervais Rentoul (1923–1932)
- William Morrison (1932–1935)
- Sir Hugh O’Neill, 1. Baronet (1935–1939)
- Patrick Spens (1939–1940)
- Sir Alexander Erskine-Hill (1940–1944)
- Sir John McEwen (1944–1945)
- Arnold Gridley (1946–1951)
- Derek Walker-Smith (1951–1955)
- John Morrison (1955–1964)
- Sir William Anstruther-Gray, 1. Baronet (1964–1966)
- Sir Arthur Vere-Harvey (1966–1970)
- Sir Harry Legge-Bourke (1970–1972)
- Sir Edward du Cann (1972–1984)
- Cranley Onslow (1984–1992)
- Sir Marcus Fox (1992–1997)
- Sir Archie Hamilton (1997–2001)
- Sir Michael Spicer (2001–2010)
- Sir Graham Brady (2010–)[14]